# Alfa1-antitripszin-hiány
Az alfa1-antitripszin hiány lényege az alfa1-antitripszin örökletes hiánya, ami tüdő- és májbetegséget okoz.
Az alfa1-antitripszin egy enzim, amit a máj termel, és jelen van a nyálban, a nyombél nedvben, a tüdőben lévő váladékban, a könnyben, az orrváladékban és az agy-gerincvelői folyadékban. Ez az enzim gátolja más fehérjebontó enzimek működését. Az alfa1-antitripszin hiánya lehetővé teszi, hogy más enzimek károsítsák a tüdőszövetet. Hiánya a vérben azt mutatja, hogy a máj nem képes kiválasztani az enzimet, mely emiatt bent reked a májsejtekben, és azok károsodását, hegesedését (fibrózis) és májzsugorodást (cirrózis) okoz.

## Tünetek és kórjóslat
Az alfa1-antitripszin hiányos gyermekek 25%-ánál májzsugorodás, portális hipertenzió alakul ki 12 éves koruk előtt és halál következik be. Megközelítőleg 25%-uk 20éves koráig meghal. További 25%-uknak csak kisfokú májműködési zavaruk van és megélik a felnőttkort. A fennmaradó 25%-nál nincs jele a progresszív betegségnek. Az alfa1-antitripszin hiány szokatlan a felnőtteknek, és ha még meg is jelenik, cirrózist nem okoz. Gyakoribb, hogy a felnőtteknél tüdőtágulás (emfizéma) alakul ki, ami fokozódó nehézlégzéshez vezet. A későbbiekben májrák is kialakulhat.

## Kezelés
A mesterségesen előállított alfa1-antitripszinnel történő pótlás ígéretesnek mutatkozott, de az egyetlen sikeres gyógymód a májátültetés maradt. A májkárosodás az átültetett májban, amely termel alfa1-antitripszint, rendszerint nem alakul ki újra. A felnőttek kezelése általában a tüdőbetegségre irányul. A tennivalók legfontosabbja a fertőzések megelőzése és a dohányzásról történő leszoktatás.

## Forrás
- MSD ORVOSI KÉZIKÖNYV